# Блаксберг (Виргиния)
Блаксберг, или Блэксберг — город в США в округе Монтгомери штата Виргиния.
Согласно данным переписи 2010 года, население города составляет 42620 человек. Основан в 1798 году. В городе расположен Политехнический университет Виргинии.
В 2011 году журнал Businessweek назвал Блаксберг «лучшим местом в США, чтобы растить детей», а издание Southern Living в том же году назвало его «лучшим университетским городом на юге страны».